# Nattexpressen
Nattxpressen är  Adolphson & Falks  första album, utgivet 1978. Detta var innan deras stora genombrott med syntplattorna på 80-talet och på detta album är det ett pop/rock sound på låtarna. 

## Låtlista
A1 Kalejdoskop 3:35

A2 Ta Dig Tid 3:31

A3 Kärlek I Chevrolet 3:26

A4 Tensta Torg 3:13

A5 En Tid Skrev Jag Dikter Om Regnet 3:09

A6 Parentes 2:49

B1 Nattexpressen 3:51

B2 Lyckligast Hos Dig 3:30

B3 Modeblues -75 2:39

B4 Bara Ett Bloss 3:02

B5 Evergreen 3:01

B6 Kort Möte 3:39

## Medverkande[2]

### Adolphson & Falk
- Anders Falk - Musik, Textförfattare (A1-A6, B1-B4, B6), Lead sång, Akustisk gitarr, Arrangemang
- Tomas Adolphson - Musik, Textförfattare, Lead sång, Akustisk gitarr, Arrangemang

### Övriga medverkande
- Lars Falk - Textförfattare (A4-A5, B1-B2)
- Karl-Erik Sandberg - Dragspel
- Lasse Carlsson - Alt Saxofon, Flöjt
- Rutger Gunnarsson - Bas, Bouzouki, Arrangemang (Stråkar och bas)
- Sven Larsson - Bas Tuba
- Anders Dahl - Dirigent (Stråkar)
- Roger Palm - Trummor
- Lasse Wellander - Mandolin, Elektrisk och akustisk gitarr
- Bo Eriksson - Oboe
- Jan Kling - Flöjt, Clarinet
- Mats Ronander - Munspel
- Wojciech Ernest - Keyboards

### Produktion
- Christer Berg - Tekniker
- Rune Andréasson - Tekniker
- Pelle Metérus -  Layout
- Björn Jonsson - Fotograf
- Ingela Forsman - Producent